# Setter irlandais rouge
Pour les articles homonymes, voir Setter irlandais.
Le setter irlandais rouge, plus communément appelé simplement setter irlandais, est une race de chien originaire d'Irlande. C'est un chien d'arrêt de type setter facilement reconnaissable à sa robe uniformément rouge rappelant la châtaigne. Très répandue en Europe, cette race est réputée pour ses qualités de chasse, son tempérament agréable quoique très actif et nerveux et la beauté de sa robe.

## Historique
Il est probable que les setters descendent de l'ancien épagneul, également appelé braque des cailles ou chien d'oysel. En Irlande, les setters blanc et rouge ou uniformément rouges sont très présents et réputés. Au milieu du XIXe siècle, avec l'apparition de la cynophilie, l'élevage des setters d'Irlande débute officiellement par le setter irlandais rouge et blanc. Cependant, cette race est rapidement éclipsée par la popularité de son cousin unicolore. L'Irish Red Setter Club est fondé en 1882 pour défendre la variété rouge. Le premier standard est rédigé vers 1885. Le setter irlandais rouge est populaire dans toute l'Europe.
Thomas Gainsborough en a fait un portrait Un Setter assis dans un paysage vers 1774. Il est conservé à Petworth House dans le West Sussex.

## Standards

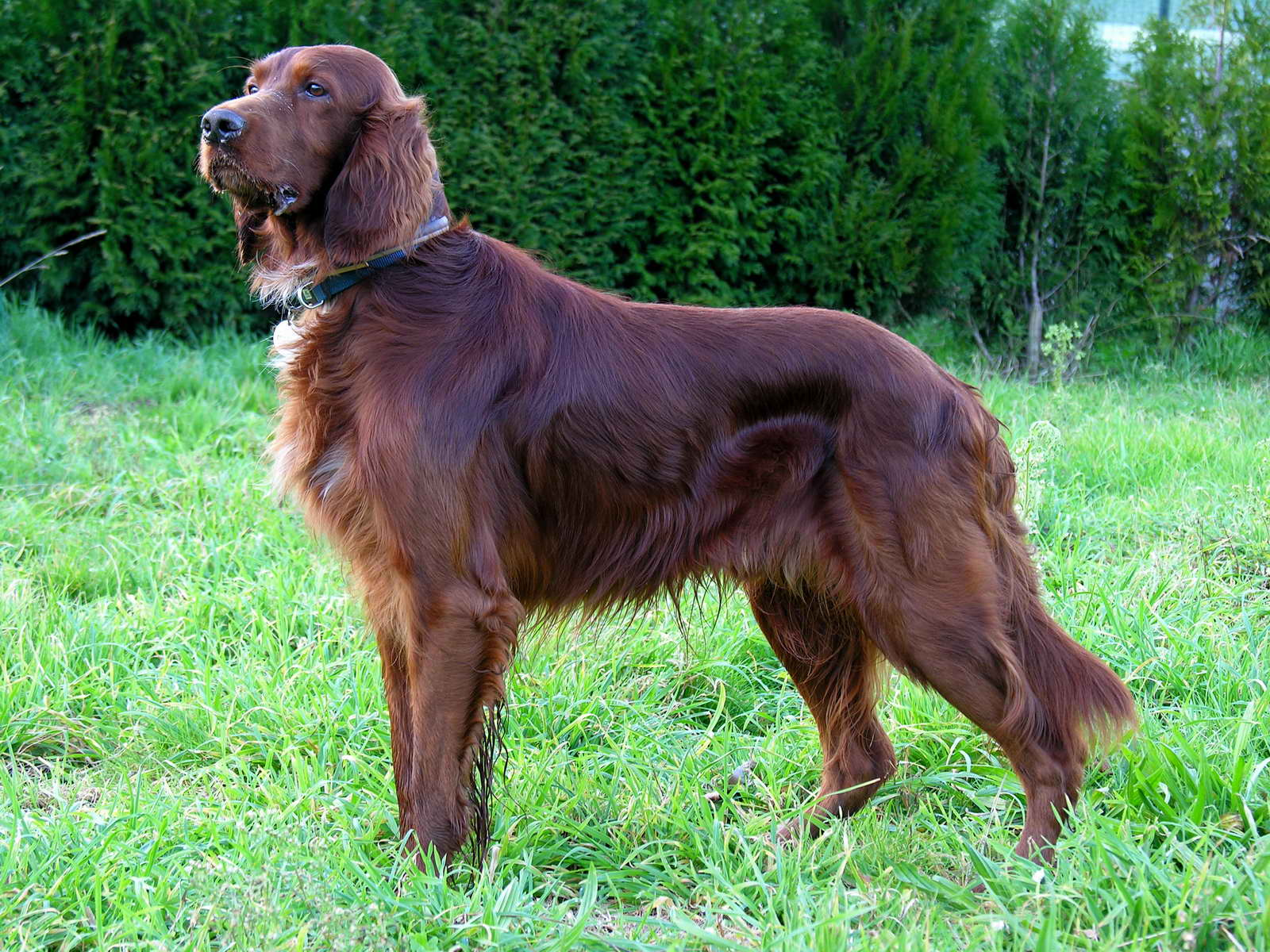
Le setter irlandais doit donner une impression de noblesse.

Le setter irlandais rouge est souvent comparé à un Pur-sang : c'est un chien d'arrêt de construction légère et athlétique, donnant une impression de vitesse et de nervosité. Le squelette est léger et solide, la musculature longue et dense et la peau fine est tendue sans aucun fanon. Le corps s'inscrit presque dans un carré, le dos est droit et le rein soudé. Les yeux sont marron foncé, la truffe est marron foncé ou noire. De taille moyenne, les oreilles tombantes ont une texture fine, elles sont attachées bas et bien en arrière.
La robe est uniformément fauve-rouge, décrite comme de couleur « châtaigne sans charbonnure », avec un poil raide et fin. Le ventre, la queue et l’arrière des pattes sont frangés de longs poils. Une faible quantité de blanc sur le poitrail, à la gorge, aux doigts ou encore une petite étoile au front ou liste étroite sur le chanfrein ou la face est tolérée.
En France, le Red Club (club français du setter irlandais) insiste sur l’intérêt de rechercher des tailles offrant un compromis idéal entre élégance et adaptation à la fonction de chasse et propose dans ses directives de jugement les tailles au garrot suivantes : 59 à 64 cm pour les mâles et 56 à 60 cm pour les femelles. Les règlements de la Fédération cynologique internationale et de l'Irish Setter Kennel Club demandent les tailles suivantes : 58 à 67 cm pour les mâles, 55 à 62 cm pour les femelles.

## Caractère

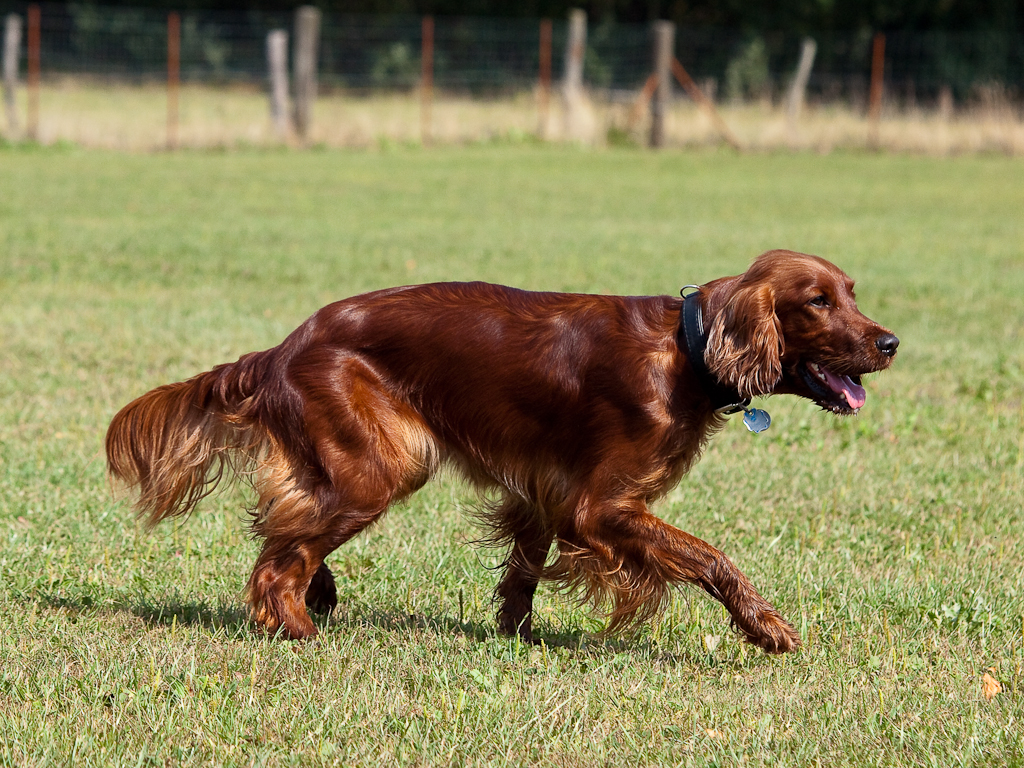
Le setter irlandais est une race énergique et dynamique.

Le setter irlandais rouge est décrit dans le standard FCI comme un chien vif, intelligent, énergique, affectueux et fidèle. Il est surnommé le « diable rouge » ou le « diable roux » pour souligner sa vivacité. L'éducation ne présente pas de difficulté particulière, elle doit se faire sans brutalité mais avec fermeté pour canaliser le tempérament énergique de la race.

## Utilité

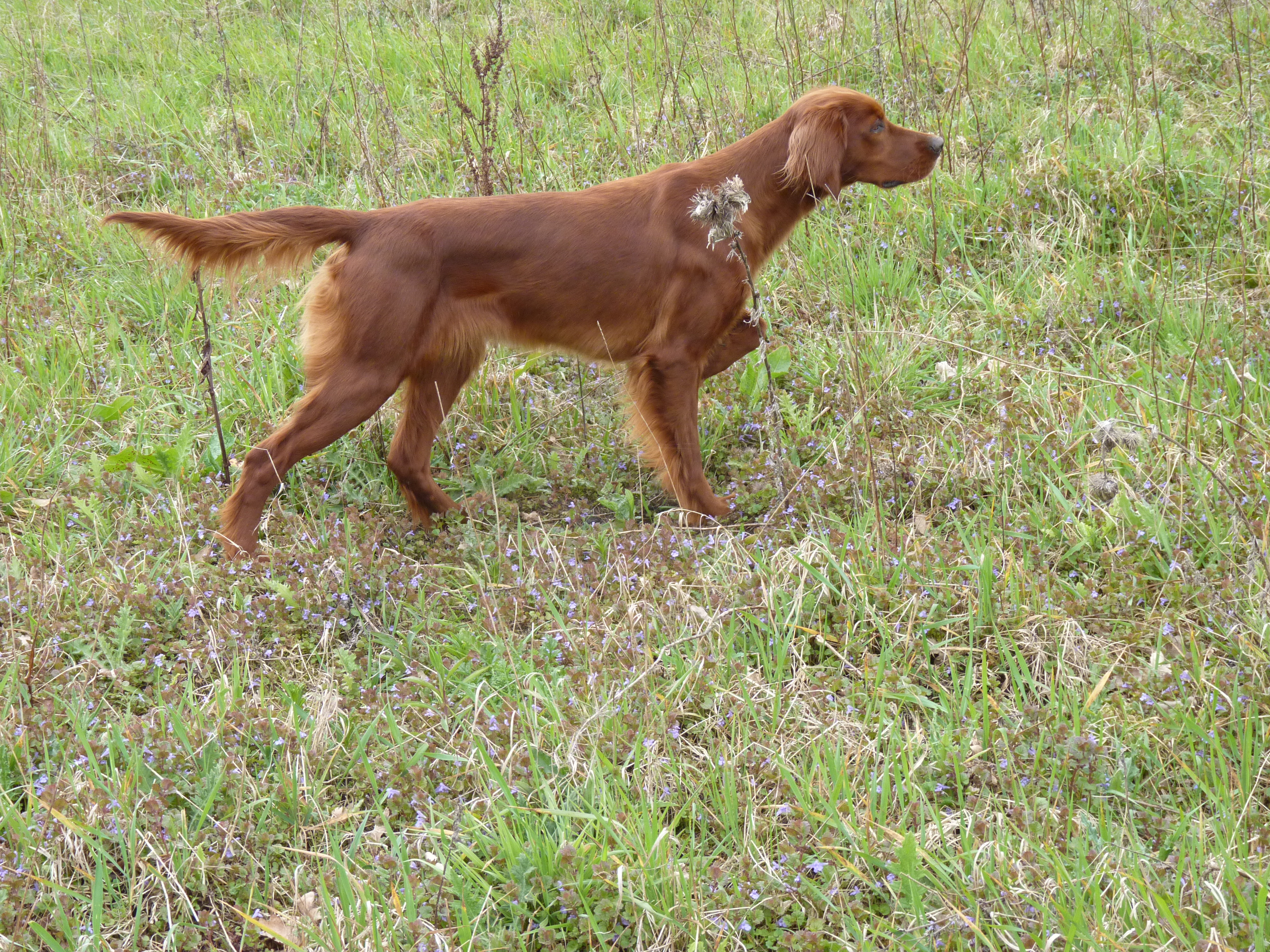
Un setter irlandais à l'arrêt.

Le setter irlandais est avant tout un chien d'arrêt qui travaille aussi bien en plaine, au bois et au marais. La quête est la plus rapide des setters et rivaliserait avec le pointer anglais. Le galop est plus enlevé que celui du setter anglais. L'arrêt est intense et précis, c'est un chien spécialisé dans le gibier à plumes et notamment sur la bécassine.
Le setter irlandais est également un chien de compagnie très agréable du fait de son tempérament doux et de sa robe rousse très appréciée pour sa beauté. Il doit cependant pouvoir bénéficier de sorties régulières et si possible à la campagne.

## Entretien
Le setter irlandais rouge est sujet au retournement de l'estomac et il est donc conseillé de fractionner la ration journalière en deux repas.